# Les éditions du passage
Les éditions du passage sont une maison d'édition québécoise basée à Montréal.
Spécialisée dans la publication de beaux-livres, mais aussi de recueils de poésie et de récits, la maison publie depuis 2001 et a plus de 120 titres à son catalogue.

## Historique
En 1999, Julia Duchastel-Légaré, âgée de 17 ans, fonde les éditions du passage, mais ce n’est qu’en 2001 que paraît le premier titre de la maison, Jamais de la vie, un ouvrage collectif dirigé par Jocelyne Légaré.
La fondatrice des éditions du passage affirme s’être lancée dans l’édition pour créer des objets-livres esthétiquement agréables, une lacune qu’elle avait constaté dans le milieu éditorial québécois de la fin des années 1990. Dans une entrevue de 2007, elle explique : « Je trouve que les livres au Québec sont souvent laids. […] La lecture, pour moi, passe beaucoup par le rapport à l’objet, surtout lorsqu’on parle d’art. On se doit d’être sensible, plus proche des émotions que l’art nous fait ressentir. C’est pourquoi on travaille vraiment beaucoup le contenu. Autant que le contenant. »

## Ligne éditoriale
les éditions du passage ont pour mandat de faire se rencontrer, à travers des ouvrages de facture soignée, le travail d’artistes, d’écrivains et d’illustrateurs « afin de faire advenir la beauté, le sens, la réflexion ».
Elles publient de nombreux projets hybrides qui font se chevaucher plusieurs catégories : beaux-livre, essai, poésie, ouvrages collectifs… Leur ligne éditoriale se définit notamment par son éclectisme et le côté inclassable de ses titres.
Néanmoins, ce qui unit les ouvrages du catalogue des éditions du passage est l’attention particulière accordée à leur matérialité. En effet, la beauté et la qualité de l’objet-livre sont au cœur des valeurs de la maison d’édition. Outre les collections Poésie et Autour de l’art, chaque ouvrage est conçu avec un format, une maquette et un graphisme différent, pour faire un lien entre le contenant et le contenu. Malgré l’éclectisme du catalogue, l’authenticité demeure une valeur cardinale dans le choix et le design des publications.
Publiant cinq à huit livres par an, les éditions du passage soignent la facture de chacun de façon personnalisée : « chaque ouvrage est conçu comme un objet en soi ». C’est ainsi qu’elles se sont imposées comme « une référence dans le domaine du livre d’art et du beau-livre ».

### Collections
Bien que les publications de la maison puissent être rassemblées en divers corpus thématiques, la plupart des ouvrages sont hors collection. Seules trois collections officielles existent au catalogue :
- Collection “Autour de l’art”. Lancée en 2013, cette collection rassemble, comme son nom l’indique, des ouvrages autour de l’art, colligeant « des paroles et des écrits d’artistes, des entretiens, des correspondances et des analyses » à un prix se voulant accessible. Dotés d’une maquette fixe, les livres de cette collection comprennent également un cahier couleur inséré entre leurs pages[8].

- Collection Poésie. Depuis 2004, cette collection présente une maquette fixe et distinctement reconnaissable, créée par la poète et designer graphique Louise Marois : une couverture crème épurée, agrémentée d’un petit fil rouge cousu dans le coin supérieur gauche, et aucun texte sur le dos du livre[6]. La collection a d’ailleurs remporté le prix Complete Book Photography 2005 du Applied Arts Photography & Illustration de Toronto, pour la qualité de sa conception graphique[3]. Bien que la maquette extérieure de la collection soit fixe, des ajustements dans la maquette intérieure sont faits pour personnaliser chaque titre[6].

- Collection Famille. Cette collection rassemble des albums documentaires et de fiction destinés autant aux jeunes qu’à leurs parents. Comme plusieurs livres des éditions du passage, les ouvrages de cette collection se rapprochent de l’objet d’art[9].

### Publications marquantes
- Confessions animales - Bestaire, de Serge Bouchard, 2006[2].
- Lekhaim! Chroniques de la vie hassidique, de Malka Zipora, 2006. Ce recueil de chroniques permet un regard inédit sur la vie des communautés hassidiques[4].
- Toqué! Les artisans d'une gastronomie québécoise, de Normand Laprise et Dominique Malaterre, 2012. Il s'agit du premier livre de recettes à remporter le prix Marcel-Couture, un prix décerné par le Salon du livre de Montréal pour un ouvrage illustré original en langue française[10].
- Anarchie de la lumière, José Acquelin, 2014. Ce recueil de poésie a remporté le Prix littéraire du Gouverneur général dans la catégorie poésie[11].
- Au Gré des Champs - Une histoire de famille, d’agriculture et de cuisine, de Marie-Pier et Virginie Gosselin, 2015. Cet ouvrage consacré au savoir-faire des artisans de la terre, qui comprend également plusieurs recettes inédites de chefs québécois réputés, a gagné le prix Marcel-Couture et le Gourmand World Cookbook Awards[12]. Le livre s’est distingué par son originalité et son audace. Le jury du prix Marcel-Couture l’a décrit ainsi : « Un ouvrage remarquable aussi bien par son contenu que par sa présentation, un bel exemple d’excellence éditoriale[13] ».
- Le Lactume, de Réjean Ducharme, 2017. Cette œuvre posthume de Réjean Ducharme est composée de 198 dessins accompagnés de légendes : aphorismes, exclamations, jeux de langage. Les dessins avaient été envoyés par Ducharme à Gallimard en mars 1966, mais Robert Massin, le directeur artistique de Gallimard, les avait rangés dans un tiroir, et ceux-ci ont été oubliés jusqu’en 1995. Massin a alors partagé les dessins à Rolf Puls, ancien directeur de Gallimard Limitée, qui a eu l’idée de faire publier l’œuvre aux éditions du passage. Présentant un aspect ludique et un côté libertaire, l’ouvrage explore les thèmes qu’on retrouve aussi dans les romans de Ducharme, soit l’enfance perdue et la méfiance à l’égard des adultes et du pouvoir. Selon Julia Duchastel-Légaré, la publication de ce livre posthume est à la fois « un travail de mémoire et un travail sur notre patrimoine[1] ».

## Diffusion
Au Québec, les éditions du passage sont diffusées par Gallimard Ltée et distribuées par la Socadis.
Depuis 2017, la maison a également contracté un partenariat avec les Éditions MUSEO, un éditeur de beaux-livres français fondé en 2015 par Jean-Pierre Duval. Les deux maisons d’édition collaborent autour d’une philosophie commune : « la préservation grâce à l’objet-livre d’un patrimoine matériel et immatériel, qu’il soit culturel, artistique ou encore végétal ! » Grâce à ce partenariat, les titres de MUSEO sont diffusés au Québec sous la forme d’une collection des éditions du passage et les titres des éditions du passage sont distribués en Europe via GEODIF, le diffuseur de MUSEO. Les deux maisons pratiquent également la coédition pour certains titres, par exemple Le Lactume de Réjean Ducharme. Ce partenariat de diffusion transatlantique permet d’atteindre un plus large public pour les deux maisons, de faire rayonner le travail des artistes.

## Auteurs et artistes publiés[16]
- Sam Abramovitch
- José Acquelin
- Edmund Alleyn
- Patrick Alleyn
- Iris Amizlev
- Benoit Aquin
- Rose-Marie Arbour
- Olivier Asselin
- Julie Aubé
- Anna Babi
- Michèle Baillargeon
- Angelo Barsetti
- Christian Barthomeuf
- Francis Bastien
- Patrick Beaulieu
- Chantal Bergeron
- Mykalle Bielinski
- Hélène de Billy
- Caroline Boileau
- Louise Bombardier
- Didier Bonaventure
- Sœur Louise Bonta
- Ariel Borremans
- Guy Borremans
- Serge Bouchard
- Lisa Bouraly
- Marc André Brouillette
- Linda Brousseau
- Daniel Canty
- Jean-Claude Carrière
- Gilles Chagnon
- Marie Chouinard
- Gérard Clot
- Ulysse Comtois
- Hugues Corriveau
- Catherine Côté
- Lili Côté
- Nane Couzier
- Gilles Daigneault
- Michel Dallaire
- Daniel Danis
- Nick Danziger
- Charles-Henri Debeur
- Sara Dignard
- Martine Doucet
- Gérard DuBois
- Réjean Ducharme
- Julia Duchastel
- Névé Dumas
- Mélanie Dumont
- Suzanne Jacob
- Frédéric Joli
- Maude G. Jomphe
- Gilles Julien
- Laurier Lacroix
- Dany Laferrière
- Lise Lamarche
- André Lamarre
- Bernard Landriault
- Gilles Lapointe
- Normand Laprise
- Danielle Laurin
- Nicolas Lauzon
- Brigitte Lavallée
- Michel Laverdière
- Caroline Lavergne
- Diane Leclair Bisson
- Jo Légaré
- Olyvier Leroux-Picard
- Dominique Malaterre
- Stéphane Mallarmé
- Louise Marois
- Louise Masson
- Mia Matthes
- Guido Molinari
- Mathieu Mondoux
- Élisabeth Nardout-Lafarge
- James Noël
- Vanessa Oliver-Lloyd
- Jean-Nicolas Orhon
- Danielle Ouellet
- Pierre Ouellet
- Fernand Ouellette
- Thierry Pardo
- Jacques Perron
- Michel Peterson
- Stéphane Picher
- Lorraine Pintal
- Catherine Pont-Humbert
- Rolf Puls
- Martin Racine
- Sylvie Readman
- Nicolas Reeves
- Yves Renaud
- Sylvain Rivière
- Gabrielle Roberge
- Eva et Rudolph Roden
- Vida Simon
- Laurent Theillet
- Richard-Max Tremblay
- Tassia Trifiatis-Tezgel
- Francesca Trop
- Gilbert Turp
- Ruth Van der Molen
- Louise Warren
- Irene F. Whittome
- Lew Yung-Chien
- George S. Zimbel
- Malka Zipora